# Jan Wassenbergh
Johannes (Jan) Wassenbergh (gedoopt Groningen, Nieuwe Kerk, 18 juni 1716 - Groningen, 27 april 1763) was een Nederlands kunstschilder.
Wassenbergh was een zoon van de kunstschilder Jan Abel Wassenbergh en Johanna van Oijen. Hij leerde het schildersvak van zijn vader. Ook zijn zusje Elisabeth Geertruida (1729-1781) schilderde. 
Jan Wassenberg schilderde portretten, genrestukken en landschappen, daarnaast hield hij zich bezig met restauratiewerkzaamheden.  Wassenbergh was net als zijn vader ook kunsthandelaar in Groningen.